# Armand de Roquelaure
Pour les articles homonymes, voir Roquelaure.
Armand de Roquelaure, connu aussi sous le nom de Jean-Armand de Bessuéjouls Roquelaure (24 février 1721 à Lassouts - 23 avril 1818 à Paris), est un évêque français.

## Biographie
Docteur en théologie en 1747, conseiller d'État, abbé de Saint-Germer-de-Fly, premier aumônier de Louis XV et de Louis XVI, membre de l'Académie française en 1771, commandeur de l'ordre du Saint-Esprit et officier de la Légion d'honneur. 
Consacré par l'archevêque de Paris Christophe de Beaumont du Repaire, il est le dernier évêque de Senlis de 1754 à 1801. Il  prononce l'oraison funèbre de la reine d'Espagne Marie-Amélie de Saxe, belle-sœur du Dauphin en 1761 et celle de Louis XV en 1774. Il est l'auteur d'une Histoire poétique tirée des poètes français publiée en 1763.
La Révolution française supprime son diocèse. Il quitte son palais épiscopal mais n'émigre pas et réside  à Grespy en Picardie. Après avoir été incarcéré à Arras sous la Terreur, il pontifie  à Senlis en août 1797 mais, à la suite de la signature du Concordat de 1801, il se démet de son siège. 
Il est nommé en 1802 archevêque de Malines (archidiocèse constitué par le département de la Dyle et le département des Deux-Nèthes pendant la période où la Belgique fait partie de l'Empire français). 
Très âgé, il se démet en 1808 et devient chanoine du chapitre de Saint-Denis. La Restauration trouve en lui un sujet fidèle. Il meurt à Paris à l'âge vénérable pour l'époque de 97 ans et il est inhumé dans un caveau de la chapelle du Bailli de la cathédrale Notre-Dame de Senlis, l'église paroissiale de la ville de Senlis, le 8 juin 1818.

## Armoiries
| Figure | Blasonnement |
|        | Armes sous l'Ancien Régime Écartelé : aux I et IV, d'argent à deux lions de gueules affrontés contre-rampants sur le fût d'un arbre terrassé de sinople ; aux II et III, d'azur à trois rocs d'échiquier d'or, qui est de Roquelaure ancien.                                                                   |
|        | Armes du comte de Roquelaure et de l'Empire Écartelé : au I, du quartier des comtes-archevêques de l'Empire ; aux II et III, d'azur à trois rocs d'échiquier d'or, qui est de Roquelaure ancien ; au IV, d'argent à deux lions de gueules affrontés contre-rampants sur le fût d'un arbre terrassé de sinople. |